# Аги (Тарн)
Аги (фр. Aguts) насеље је и општина у јужној Француској у региону Миди Пирене, у департману Тарн која припада префектури Кастр.
По подацима из 2011. године у општини је живело 234 становника, а густина насељености је износила 23,9 становника/km². Општина се простире на површини од 9,79 km². Налази се на средњој надморској висини од 303 метара (максималној 320 m, а минималној 182 m).

## Демографија
| 1962. | 1968. | 1975. | 1982. | 1990. | 1999. | 2011. |
| ----- | ----- | ----- | ----- | ----- | ----- | ----- |
| 188   | 217   | 177   | 193   | 164   | 187   | 234   |

График промене броја становника у току последњих година